# Álvaro Meléndez
Álvaro José Meléndez (Cartagena de Indias, Bolívar, Colombia; 28 de enero de 1997) es un futbolista colombiano que juega de delantero. actualmente es jugador libre.

## Trayectoria
Inició su carrera como futbolista en el año 2016 en las divisiones menores de Deportivo Pereira, el 11 de febrero del 2016 debutó como jugador profesional en un partido oficial de la Copa Colombia.
En enero del 2022 fue anunciado como jugador del Deportes Tolima para competir en la presente temporada. Con el equipo ha ganado la Superliga de Colombia 2022.

## Estadísticas
- Actualizado el 30 de Junio del 2025.

| Club                 | País     | Año           | Partidos | Goles | Asist |
| -------------------- | -------- | ------------- | -------- | ----- | ----- |
| Deportivo Pereira    | Colombia | 2018          | 78       | 12    | 0     |
| Real Cartagena       | Colombia | 2019          | 37       | 1     | 0     |
| Alianza Petrolera    | Colombia | 2020          | 8        | 0     | 0     |
| Atlético Bucaramanga | Colombia | 2021          | 39       | 5     | 4     |
| Deportes Tolima      | Colombia | 2022-2023     | 22       | 3     | 1     |
| Deportivo Pasto      | Colombia | 2024          | 7        | 0     | 0     |
| Patriotas Boyacá     | Colombia | 2024-2025     | 34       | 6     | 2     |
| Real Cartagena       | Colombia | 2025-presente | 1        | 0     | 0     |
| Total                | Total    | Total         | 226      | 27    | 7     |

## Palmarés

### Torneos nacionales
| Título                | Club            | País     | Torneo         |
| --------------------- | --------------- | -------- | -------------- |
| Superliga de Colombia | Deportes Tolima | Colombia | Superliga 2022 |